# T-55
De T-54 en T-55 waren de primaire gevechtstanks van de Warschaupactlanden. Samengenomen zijn beide verwante typen de meest geproduceerde tank uit de geschiedenis en anno 2025 zijn ze nog in gebruik. Beide tanks zijn veel geëxporteerd en ook in sommige exportlanden geproduceerd.
De T-54 en T-55 behoren tot de categorie middelzware tanks en zijn voorzien van een 100 mm-kanon. Beide typen hebben een mitrailleur van 7,62 mm coaxiaal en een 7,62 mm-boegmitrailleur. De T-54 heeft bovendien een mitrailleur van 12,7 mm tegen luchtdoelen. De bewapening van de T-54 en T-55 wordt gecompleteerd met infraroodrichtapparatuur. Beide typen kunnen met behulp van een snorkel door vijf meter diep water rijden. De tanks zijn moeilijk van elkaar te onderscheiden en vele T-54's zijn verbeterd tot de T-55-standaard. Beide tanks zijn herkenbaar aan de grotere tussenruimte tussen het eerste en tweede loopwiel.

## Geschiedenis

### T-54

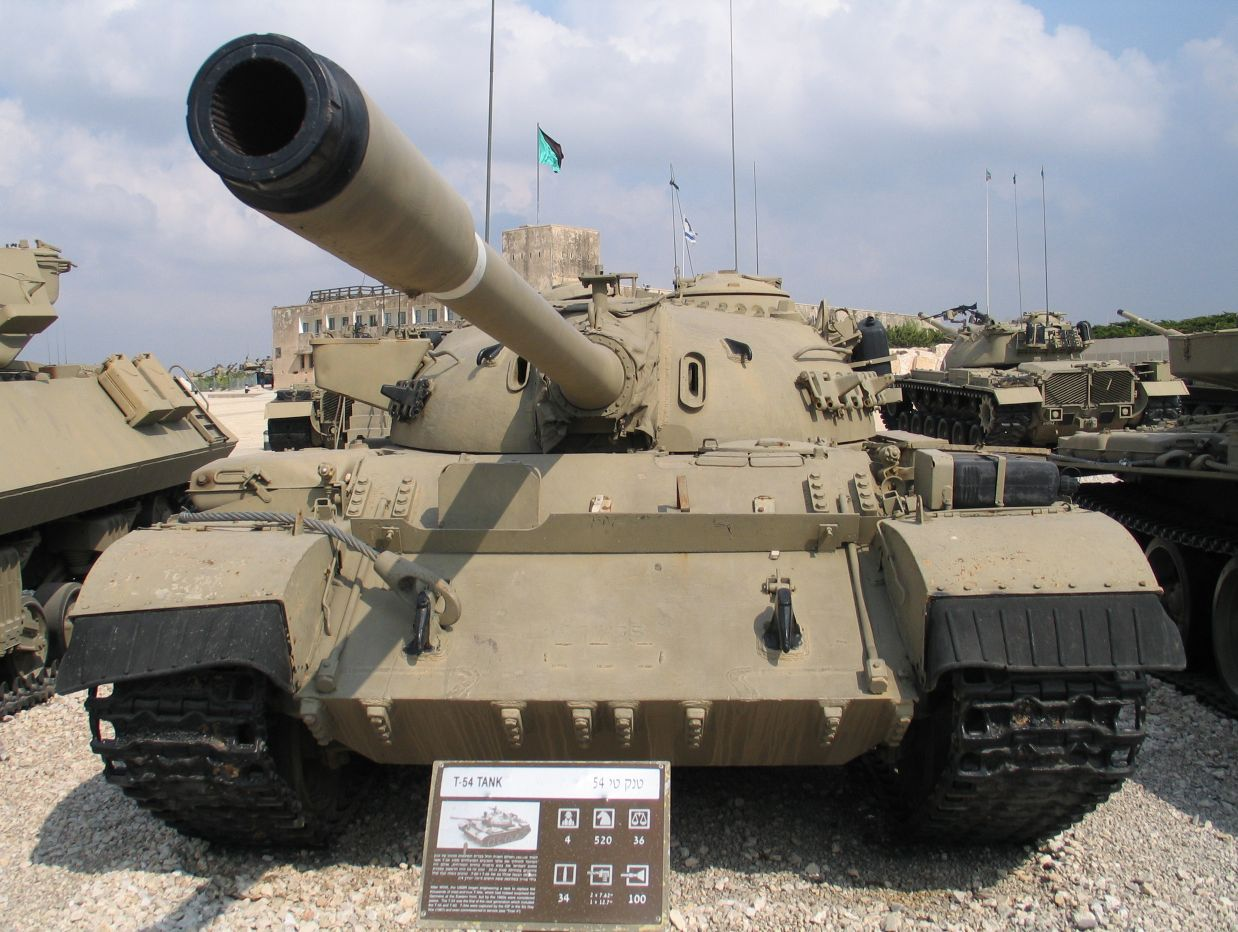
Een T-54 in het Yad la-Shiryon-museum te Israël

In 1943 werd tijdens de Tweede Wereldoorlog vanuit de vooroorlogse T-34 de T-44 ontwikkeld, in een poging een middelzware aanvalstank te kunnen bouwen die, net zoals de T-34 in 1941 en 1942, immuun zou zijn voor het vuur van de meeste Duitse tanks. Deze tank presteerde even goed als de uitstekend gebleken T-34 en had daarenboven een veel beter pantser. De geschuttoren kon echter geen zwaarder kanon dan van een kaliber van 85 mm dragen en dus ging de ontwikkeling door. Van de T-44 werden 1823 exemplaren gebouwd.
Experimenten met de T-44 leidden in 1945 tot het prototype Obiekt 137, dat later de productieaanduiding T-54 zou krijgen. Dit was uitgerust met een 100 mm-kanon en was beter gewapend en gepantserd dan zijn westerse rivalen, de Britse Centurion en de Amerikaanse M26 Pershing. In april 1946 werd het type goedgekeurd; de productie begon in 1947 te Nizjni Tagil; in 1948 werd ook een productielijn opgestart in Charkov. Tijdens beproevingen bij eenheden in Wit-Rusland bleek echter dat de eerste productieversie, de T-54-1 of T-54 model 1946, te onbetrouwbaar was. De fabricage werd stilgelegd nadat er zo'n 1200 waren gemaakt.
In 1949 kwam de productie van een verbeterd type op gang. Deze T-54-2 of T-54 model 1949 had een nieuwe toren die van voren afgerond was, zonder uitstekende overhang; de machinegeweren op de spatborden van het eerste model verdwenen. Er zijn er zo'n 2500 van geproduceerd tot 1952. Dat jaar werd het derde model geïntroduceerd, de T-54-3 ofwel T-54 model 1951; bij dit type verdween ook de overhang aan de achterkant van de toren. Nadat er zo'n 6000 van gemaakt waren, werd het in 1955 opgevolgd door de T-54A, een productieversie van het Obiekt 137G-project van ingenieur L.N. Kartsew, een poging het type van vele moderne snufjes te voorzien om zo een technologische voorsprong te bereiken, vooral wat betreft de tactische mobiliteit. Het model had verticale kanonstabilisering, een waadvermogen van vijf meter door een snorkelsysteem en een infrarood-nachtkijker voor de chauffeur. De T-54A kon al door water van 1,4 meter diep rijden. Als de snorkeluitrusting geïnstalleerd werd, kon hij tot 2 km/h en 5,5 meter diep gaan. Het kon echter tot een half uur duren voor die uitrusting erop stond. Tot in 1957 werden er zo'n 4800 van gebouwd in de Sovjet-Unie, maar ook de bondgenoten kregen van Nikita Chroesjtsjov toestemming om in plaats van de verouderde T-34 dit type in productie te nemen: Polen zou 2855 T-54's bouwen van 1956 tot 1958, Tsjecho-Slowakije 2610 van 1958 tot 1966. China produceerde de T-54A vanaf december 1958 als Type 59.
In juni 1955 waren drie Obiekt 137G2 prototypen beproefd die voorzien waren van ook horizontale kanonstabilisering. In 1957 werd dit type in productie genomen als de T-54B met het D-10T2S-kanon. Vanaf april 1959 werd het type verbeterd met een infraroodvizier voor de schutter en de commandant. Het werd ook in Tsjecho-Slowakije en Polen geproduceerd als de T-54AM. Van de T-54B zijn er in de Sovjet-Unie zo'n tienduizend gemaakt; tezamen met de 5465 T-54's in de andere Warschaupactlanden en zo'n 9000 van de overeenkomstige versie van het Type 59 in China beliep de totaalproductie van de T-54 een kleine 40.000 tanks.

### T-55

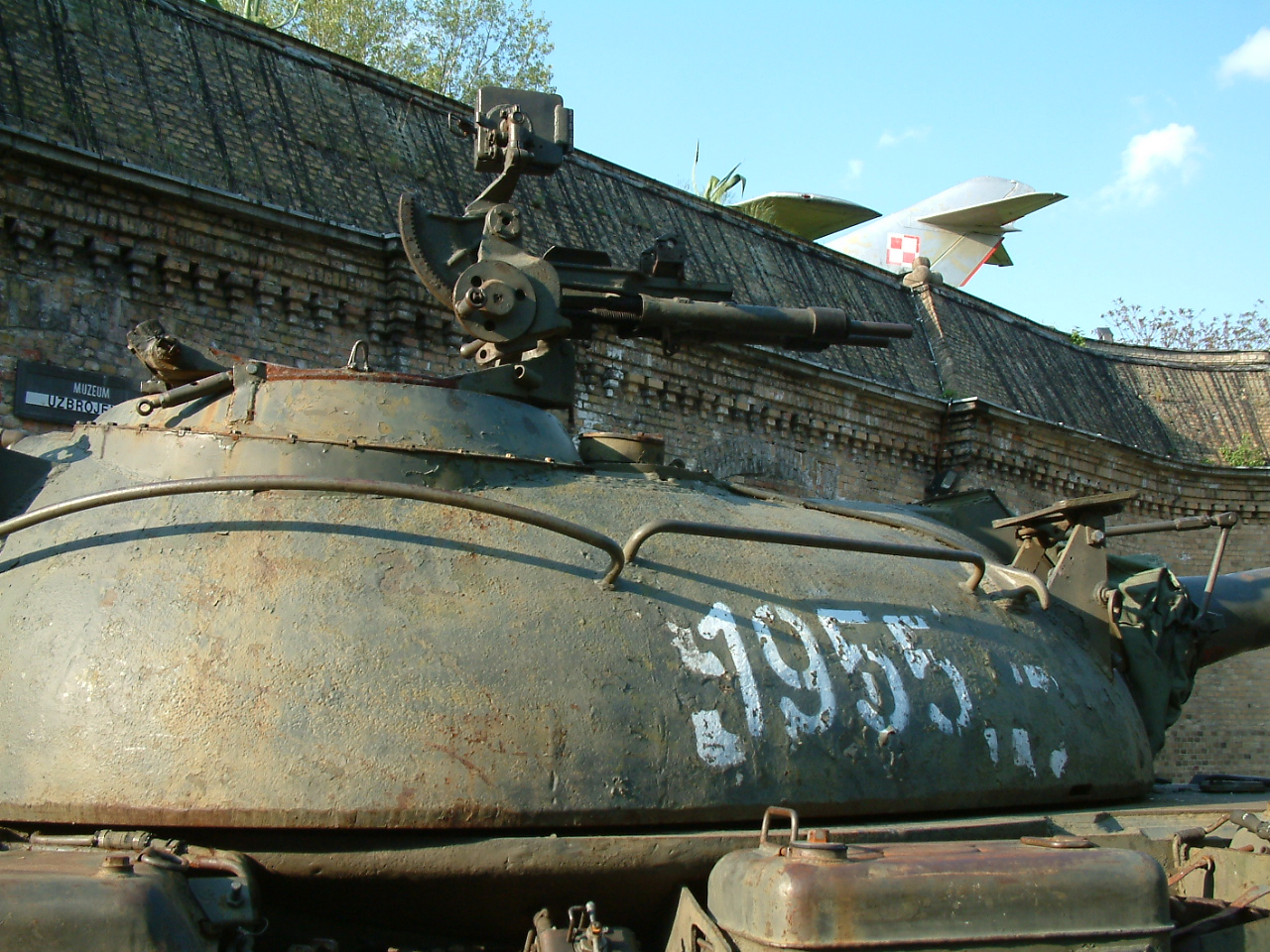
Een T-55A, zonder ronde ventilator, maar met stralingsbescherming rond de torenluiken

In oktober 1955 werd het Obiekt 155-project gestart met als oorspronkelijk hoofddoel een tank te ontwikkelen die beter bestand was tegen de effecten van nucleaire aanvallen. Het voertuig kreeg hiervoor een filtersysteem met overdruk om met radioactief stof besmette lucht buiten te houden. Het interieur was echter niet luchtdicht waardoor de bemanning toch nog beschermingspakken moest dragen in nucleair, chemisch of biologisch vervuilde gebieden. Uiteindelijk resulteerde dit in een volledige modernisering van de T-54: een nieuwe V-55 motor, een nieuwe overbrenging, vergroting van de munitievoorraad, nieuwe loopwielen en een nieuwe toren met zwaarder (130 in plaats van 110 mm) zijpantser. Dit type werd in mei 1958 aanvaard als de T-55. Uiterlijk lijkt de T-55 sterk op de T-54. De verschillende gietvorm van de toren wijkt slechts subtiel af van het eerdere type; een opvallend onderscheidingspunt is het ontbreken van de koepelvormige rookafzuiger vooraan op het dak van de toren. Op zich rechtvaardigden de veranderingen geen heel nieuwe typeaanduiding en de meeste experts behandelen de T-54 en T-55 als een en dezelfde tank. De reden voor de naamsverandering was politiek: Chroesjtsjov had tegen de zin van het leger in de productie van zware tanks laten stopzetten en hij moest nu de indruk wekken dat de overblijvende middelzware tanks zo modern mogelijk waren. De T-55 was in productie van juni 1958 tot juli 1962, waarna de fabricage werd stilgelegd ten bate van een via de Obiekt 165 en 166 prototypen van de T-55 afgeleide tank, de T-62.
De T62 bleek echter snel te slijten en algauw werd besloten om ernaast de T-55 weer in productie te nemen. Naast volledige herbouw van bestaande voertuigen als ze 7000 km op de teller hadden staan, bleek het noodzakelijk om aan meer parate eenheden steeds weer gloednieuwe tanks beschikbaar te stellen om de inzetbaarheid van hun T-55's op peil te houden. In 1961 was het Obiekt 155A-project begonnen met als doel de tank tegen radioactieve straling te beschermen. Hiervoor werd het voertuig voorzien van een interne en ten dele externe voering van plastic, geïmpregneerd met lood. Het machinegeweer in de romp werd weggelaten. Als T-55A werd deze versie in augustus 1963 in productie genomen bij de tankfabriek van Omsk. Hoewel de jaarproductie relatief laag lag, werd de T-55A toch het meest gebouwde model want de fabricage werd pas beëindigd in 1977. Langzaam werd het type verbeterd; zo bouwde men vanaf 1974 een laserafstandsmeter in. Gedurende de jaren zeventig was het merendeel van de nieuwbouw bestemd voor de export. De totale productie van de T-55 in de Sovjet-Unie van 1958 tot 1977 beliep tussen de 27.500 en 30.000 tanks. Polen bouwde naast de T-54 de T-55 vanaf 1958; in 1964 ging men over op de T-55A en bouwde die tot 1979. De totale Poolse T-55-productie bedroeg zo'n 7000 tanks. Het langst duurde de productie in Tsjecho-Slowakije: van 1958 tot 1982 werden daar exact 3377 T-55's en 5100 T-55A's geproduceerd. De Poolse en Tsjechische tanks waren veel beter afgewerkt en werden daarom veel gebruikt voor de export naar wat rijkere landen. Daarnaast bouwde Roemenië ongeveer 400 TR-580 tanks, een afgeleid type. De totale productie van de T-55 beliep zo een kleine 45.000 tanks; van de T-54/T-55 serie als geheel 85.000, zelfs als we ruim 20.000 voertuigen van latere Chinese typen niet meerekenen. Daarmee is deze tankserie verreweg de meest gebouwde uit de wereldgeschiedenis.

## Beschrijving

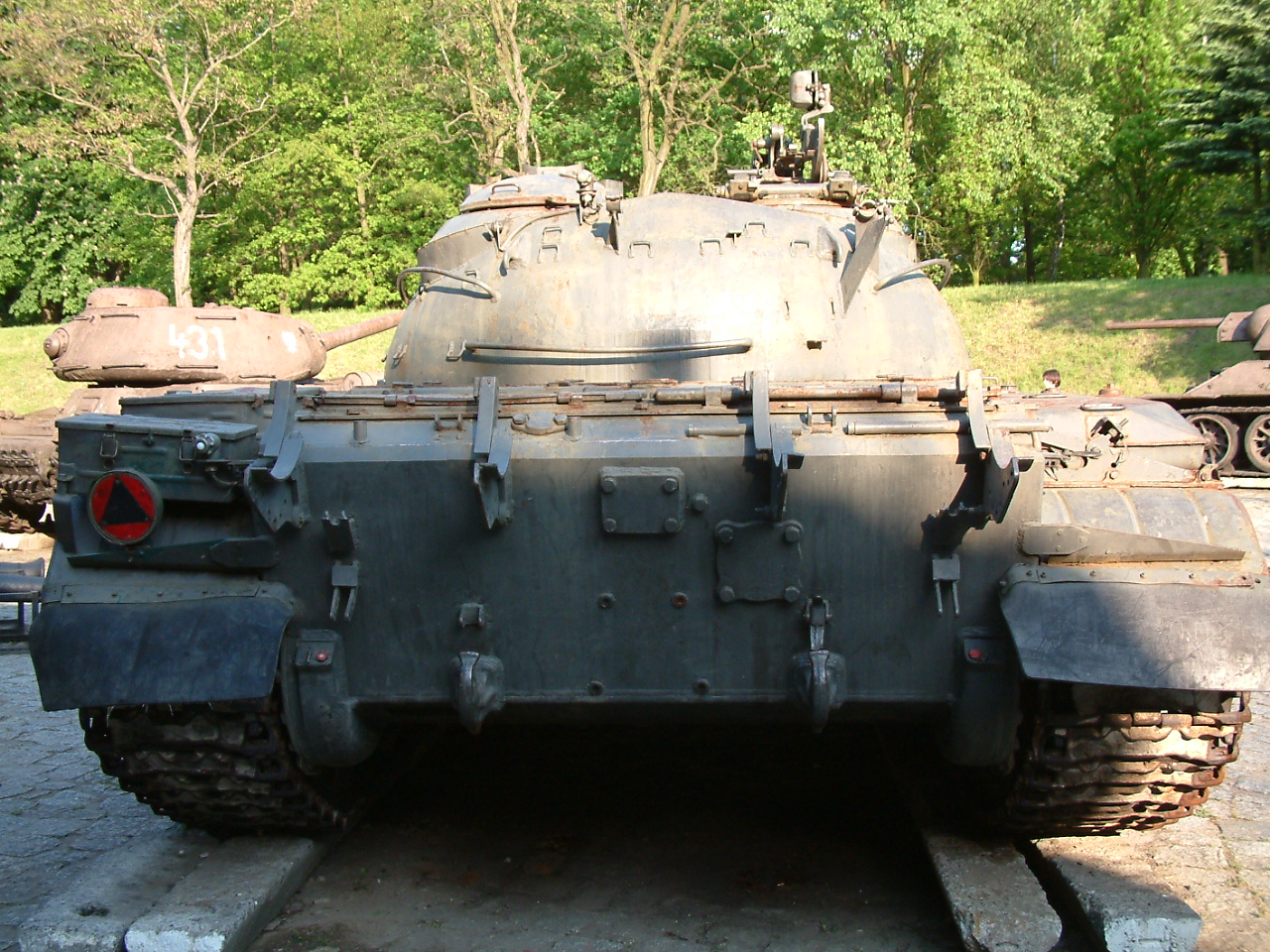
Achterzijde van een T-55 in Polen

De oorspronkelijke ontwerpopzet was een tank te maken die superieur was aan de Duitse tanks in vuurkracht, bepantsering en mobiliteit, maar ook eenvoudig genoeg om goedkoop in massa te produceren. De T-54 was in dit opzicht een bijzonder geslaagd ontwerp: met een 100 mm-kanon en 205 mm-torenpantser was het type beter gepantserd en bewapend dan de beruchte Königstiger, maar hij woog met zijn 36 ton gevechtsgewicht maar iets meer dan de helft van de Duitse Tiger. Met 48 km/h was de mobiliteit voor zijn tijd vrij goed en het lage gewicht zorgde ook voor een redelijke strategische mobiliteit: de tank was eenvoudig via het spoor te vervoeren en had met zo'n 400 km een goed rijbereik. De kosten per stuk werden in die tijd geschat op het equivalent van slechts $50.000.
Het Sovjet-tankontwerp van de late jaren veertig had een duidelijke voorsprong op dat van de westerse mogendheden: de Britse Centurion toonde nog duidelijk dat hij het resultaat was van de slechte ontwerporganisatie tijdens de Tweede Wereldoorlog en de M47 Patton dat de Amerikanen, relatieve nieuwkomers op dit gebied, geneigd waren veel te ambitieuze projecten op te starten, waarbij de ontwikkelingsproblemen opgelost werden door te zware en ruime eindontwerpen te tolereren. De T-54 was zo goed gepantserd dat hij frontaal niet eenvoudig door het Britse 83,4 mm-kanon of het Amerikaanse 90 mm-kanon doorslagen kon worden. Dit merkte het Westen pas — men had de bepantsering eerst optimistisch op 120 mm geschat — toen tijdens de Hongaarse Opstand van 1956 opstandelingen een T-54A de Britse ambassade inreden. De ontdekking zorgde voor een schok en leidde tot een verbetering van de westerse tanks met het 105 mm-kanon.
De T-54 had een voorsprong enkel door zich sterk te specialiseren, met andere woorden zich te beperken tot wat voor zijn functie strikt noodzakelijk was. Het type was een pure aanvalstank, voornamelijk geoptimaliseerd voor het doorbreken van zwaar versterkte stellingen. De toren, in zijn derde ontwerp vaak vergeleken met een gehalveerd ei, had een vrijwel ideale vorm. Dit ging ten koste van de munitievoorraad en de werkruimte voor de bemanning. De relatief lichte tank had een zeer laag silhouet, zelfs één meter lager dan de Amerikaanse M60 Patton. Voor een aanvalstank was dit een nuttige eigenschap, omdat het de kans geraakt te worden sterk beperkte. Dit maakte hem echter ongeschikt voor het ontmoetingsgevecht: de bemanning zat zo krap dat de vuursnelheid niet hoger lag dan zo'n vier schoten per minuut, de helft van een westerse tank. De commandant was ook niet in staat de omgeving goed te observeren: de afgeronde torenvorm had men niet willen bederven door een hoog uitstekende commandokoepel aan te brengen.

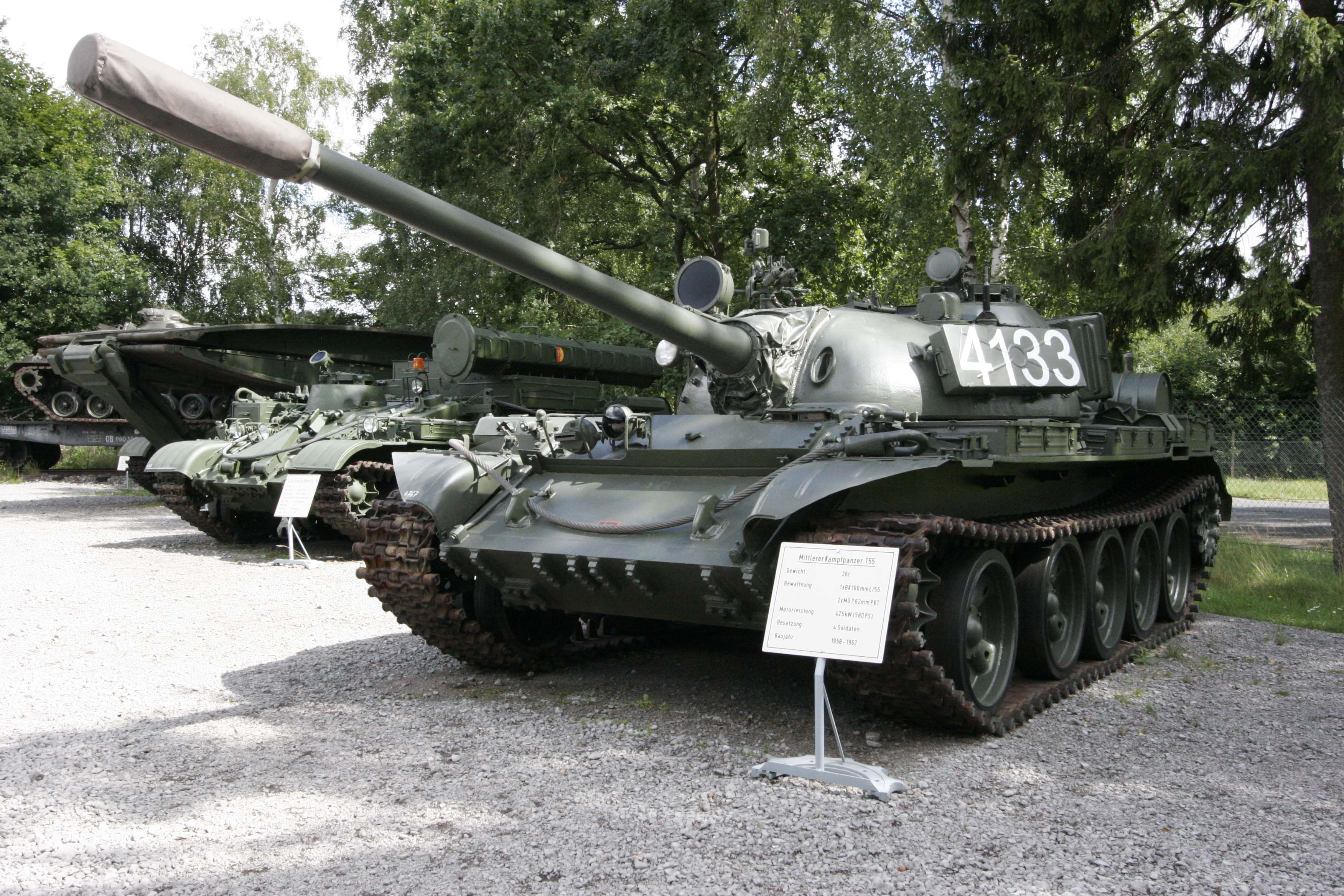
Een T-55A

Voor de verdediging was de tank vrijwel onbruikbaar. Hij had slechts een stadiametrische afstandsmeter: de schutter moest het doel vergelijken met een in de vizierkijker gegraveerd richtkruis om via de schijnbare grootte de afstand te schatten. De trefzekerheid op wat langere afstand was hierdoor erg slecht en dit kon niet gecompenseerd worden door veel munitie te gebruiken, want die was niet voldoende voorradig. Het type kon dus niet met succes ingegraven over een open schootsveld met vijandelijke tanks een vuurduel aangaan. Door de platte toren kon het kanon slechts 3° gedompt worden. Het voertuig kon zich dus niet op de helling achter een heuvelrug rompgedekt opstellen: om vuur uit te brengen moest het zich op de top van de heuvel helemaal blootgeven. Het was hierdoor ook onmogelijk op een flexibele wijze het vertragend gevecht te voeren. Slechts voor een hinderlaag kon de T-54 enigszins nuttig gebruikt worden.
Zelfs wat betreft de strategische mobiliteit had men aan een laag basisgewicht toch prioriteit gegeven: het volle rijbereik van 600 kilometer kon slechts gehaald worden door het aanbrengen van externe ongepantserde brandstoftanks. Die vormden geen groot gevaar, daar dieselolie niet snel gaat branden. De Israëli's ontdekten later dat het toch mogelijk was ze in brand te zetten door fosforgranaten te gebruiken. De T-55 had zelfs een rijbereik van 500 km en 715 km met de externe brandstoftanks van 200 liter.
De T-54 was eigenlijk ontworpen voor de omstandigheden tijdens de Tweede Wereldoorlog. In het midden van de jaren vijftig waren de verhoudingen echter heel anders komen te liggen. De vredesproductie was veel lager en er zou dus een wat duurdere tank gemaakt kunnen worden. De legerleiding was ongelukkig met de vele beperkingen. Ook de politieke leiding was ontevreden. Als hoofdwapen van het leger dwong een aanvalstank als de T-54 de tactiek te veel in offensieve richting. Dat maakte de NAVO onnodig nerveus, wat slecht paste in Chroesjtsjovs buitenlandse politiek van detente. Omdat de tank ongeschikt was voor de verdediging, zou men zelfs moeten vrezen dat de NAVO in tijden van spanning een succesvolle preventieve aanval zou uitvoeren op de Sovjetbezettingsmacht in Oost-Duitsland en dat kon er weer toe leiden dat men zichzelf gedwongen zou zien als eerste in de aanval te gaan. Het type gold dus als een ongewenste destabiliserende factor. De bezwaren van het leger zorgden ervoor dat op de latere modellen van de T-54 en op de T-55 modernere technologieën mochten worden toegepast. Het Rode Leger gebruikte eerder dan het Westen infraroodkijkers en snorkel. De politieke bezwaren resulteerden in de ontwikkeling vanaf 1955 van de geavanceerdere T-64 (later doorontwikkeld in de T-80). De T-55 zelf werd doorontwikkeld tot de T-62 (feitelijk een T-55 met 115 mm kanon).

## Modernisering
In de loop van de jaren zestig begon de T-54/55 serie steeds meer verouderd te raken. Aan de nieuwe antitankwapens van het Westen werd de minimumeis gesteld dat ze een T-55 eenvoudig moesten kunnen vernietigen. Door die toegenomen kwetsbaarheid kon het type zijn rol als aanvalstank vanaf 1970 niet meer goed vervullen. Op dat moment bestond echter nog driekwart van het tankarsenaal van de Sovjet-Unie uit T-54/55's; in 1986 was dat nog altijd een kleine 40%. Hoewel het type uitgefaseerd werd bij de meest parate eenheden, werden de vervangen tanks opgeslagen in mobilisatiecomplexen om dienst te doen als reserve in geval van oorlog. Het numerieke overwicht van het Warschaupact berustte voornamelijk op de mogelijkheid met dit materieel reservedivisies op de been te brengen. Omdat de manschappen ervan bestonden uit oudere reservisten die alleen na maanden herhalingsoefening serieus inzetbaar zouden zijn, was de verwachte gevechtskracht van deze eenheden gering. Des te belangrijker was het dat hun wapens een redelijke effectiviteit bleven behouden. Men besloot dus de bestaande T-54/55's te moderniseren. Bij de bondgenoten was de behoefte tot modernisering nog veel dringender. Door het toenemende wantrouwen van het Rode Leger tegenover de satellietstaten, kregen die pas laat toestemming de T-72 in te voeren; zelfs toen het Warschaupact opgeheven werd was nog altijd de meerderheid van hun tanks van het T-55-type.
De modernisering vond typisch plaats op het moment dat de tank toch al aan herbouw van de verslijtbare onderdelen toe was. Dan werden altijd motor, versnellingsbak, overbrenging en de torsiestaven die voor de vering zorgden vervangen. In het midden van de jaren zestig werden de T-54's en T-54A's op T-55 standaard gebracht en kregen de aanduiding T-54M respectievelijk T-54AM. In 1967 werd er sterk verbeterde munitie ingevoerd. De subkaliber 3UBM6-granaat verving de ouderwetse BR-412 pantsergranaat, waardoor de doorslag op 2 km bijna verdubbelde tot 290 mm pantserstaal en ook de trefzekerheid op middellange afstand sterk toenam. Vanaf 1972 werden er weer zware luchtdoelmachinegeweren op de koepel geplaatst, tegen antitankhelikopters, nadat die eind jaren vijftig waren weggelaten omdat de straaljagers van die tijd toch te snel waren. Vanaf 1974 werden tanks voorzien van een laserafstandsmeter; ook op langere afstand kon de T-54/55 nu het gevecht aangaan.

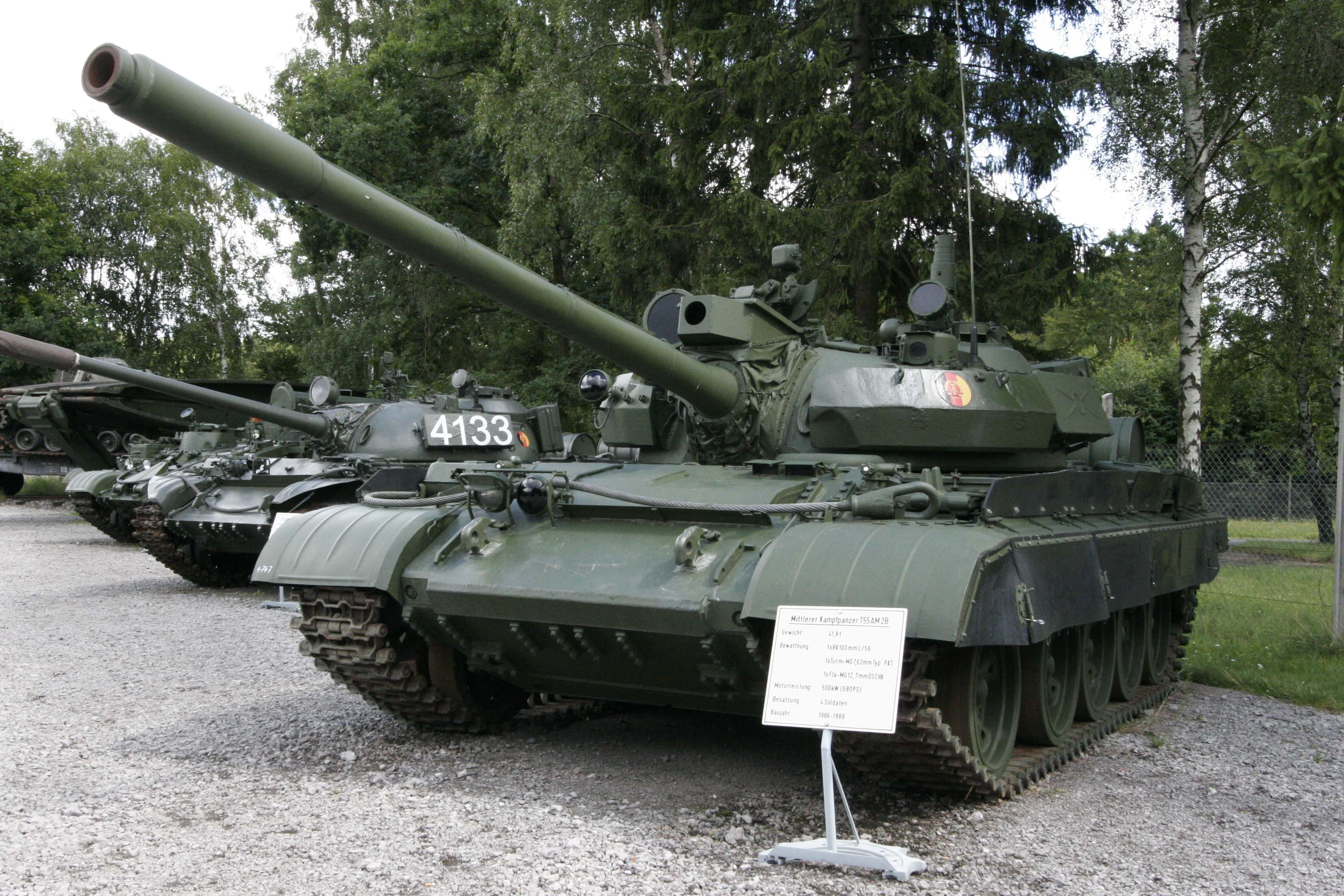
Oost-Duitse T-55AM2B; de "B" duidt erop dat het voertuig de Bastion kan afvuren

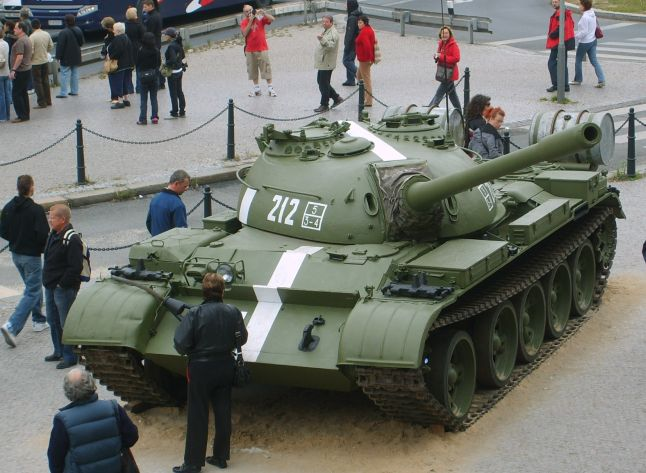
T-54A-tank, opgesteld nabij het Praags museum, ter nagedachtenis van de Praagse Lente

Eind jaren zeventig nam de belangstelling van het leger sterk af. Men verkwistte de steeds schaarsere middelen liever niet aan het opknappen van oud roest. Dit veranderde echter door het aantreden van Ronald Reagan. De internationale verhoudingen verkoelden weer en de politieke leiding achtte het geraden althans de illusie te scheppen dat de reserve-eenheden hun gevechtskracht behielden. Op 25 juli 1981 nam men het besluit 2200 T-55's geheel te moderniseren; aan het snel verbeteren van het hele arsenaal viel voorlopig niet te denken. De herbouwde tanks zouden ingezet moeten worden in Afghanistan, waar veel verliezen werden geleden tegen de guerrillastrijders en er vooral nood bleek te bestaan aan bescherming tegen lichte raketwerpers. Een ontwerp van het bureau in Omsk werd in april 1983 aanvaard en kort daarop begon de herbouw tot T-55M dan wel T-55AM. Deze versie had een modulair laminaatpantser bestaande uit een drie (romp) of zes (toren) centimeter dikke stalen buitenlaag met daarachter zes stalen platen met daartussen steeds drie centimeter penapolyurethaan, een goedkope methode om de bescherming van de voorkant op 380 mm staalequivalentie te brengen tegen staafpenetratoren en 450 mm (410 bij de romp) tegen holleladingswapens. Dit noemde men ook wel het browi- ofwel wenkbrauwpantser, omdat de modules aan de voorkant van de toren op twee wenkbrauwen leken; de officiële codenaam was BDD. Ook het mechanische deel: motor, rupsband en torsiestaven, werd van geheel vernieuwd type. Daarnaast kreeg de tank een echt vuurleidingsysteem; bij sommige tanks werd dat aangepast om de GK116 Bastion antitankraket te kunnen geleiden, die uit de kanonloop afgevuurd kon worden. Met een bereik van 4 km en een doorslagvermogen van 750 mm was de T-55 nu echt gevaarlijk op de lange afstand; maar de prijs van twee raketten lag even hoog als de rest van de tank.
De Warschaupactbondgenoten waren zeer geïnteresseerd in de verbeteringen en pasten ze in veel groter aantal toe dan de Sovjet-Unie zelf als de T-55AM2. Hun tanks waren vanaf 1985 soms ook voorzien van een parallel beschermingssysteem: het Kontakt explosief-reactief pantser dat bestond uit dozen met explosieven die op de tank konden worden gezet en die door te ontploffen wanneer ze door de straal van een holle lading geraakt werden, de werking daarvan sterk verminderden. Voertuigen die zo waren uitgerust, worden door sommige bronnen wel van een cyrillische "В" in hun codenaam voorzien, voor wzriwnoj, "explosief"; in het Engels geeft men dat weer met een "V".
Een heel speciaal project werd in 1977 door ingenieur A. Sjoepinow begonnen: de Kompleks 1030M-01 ofwel, minder fijngevoelig, de Drozd (letterlijk "lijster", maar via de secundaire betekenis van het Engelse thrush verwees het naar spruw) geheten: een actieve bescherming tegen binnenkomende raketten. Aan iedere zijde van de toren zijn vier 107 mm-lanceerbuizen bevestigd en deze hebben per vier een eigen radarsysteem dat de aankomende raketten waarneemt. Zijn die op 7 meter afstand gekomen dan wordt een raket afgevuurd die een brisantkop tot 190 m/s voortstuwt welke na 2,7 meter ontploft en waarvan de scherven geacht worden de vijandelijke raket te vernietigen. Het systeem beschermt slechts een sector van 80° in de breedte en 26° verticaal in de richting van de voorzijde van de toren. Het systeem kende daarbij een aantal tekortkomingen. Zo schatte de radar, die slechts op voorwerpen met een snelheid lager dan 700 m/s moet reageren, bedreigingen niet goed in en waren de ladingen ook voor de tank die ze afvuurde gevaarlijk. De Drozd werd door het leger verworpen. In 1981 en 1982 lieten echter de mariniers, die hun landingsvaartuigen niet wilden aanpassen aan de T-72, 250 voertuigen in Lviv ombouwen tot T-55AD. Eind jaren tachtig werden hun Drozd-systemen weer vervangen door explosief-reactief pantser. Een aantal systemen is verkocht aan China en in het Midden-Oosten.
Slovenië hield aan de afsplitsing van Joegoslavië en de Tiendaagse Oorlog in 1991 enkele tientallen T-55's over, achtergelaten door het Joegoslavische leger. Slovenië heeft de tanks vergaand gemoderniseerd en duidt ze aan als M55S, maar gebruikte ze amper. Eind 2022 zijn de meeste gedoneerd aan Oekraïne, voor gebruik tegen de Russische invasie van Oekraïne; ze behoren tot het oudste pantsermaterieel in deze oorlog en Oekraïne heeft ze opnieuw aangepast.

## Gebruikers
De T-54/55 werd eerst veel gebruikt door de landen van het Warschaupact. Midden jaren zeventig besloeg het model samen met de T-62 ongeveer 85% van het Russische tankarsenaal. In de Sovjet-Unie werd de T-55 vanaf 1962 bij de parate eenheden geleidelijk vervangen door de T-62; vanaf 1988 werden de meeste overblijvende in het kader van het CFE-verdrag omgebouwd of vernietigd, zo'n 16.000 stuks. In het Europese deel van de Sovjet-Unie waren er in 1990 nog 1593 T-54's over en 3130 T-55's; in 1996 waren die aantallen voor Europees Rusland al geslonken tot 5 en 38. Men gebruikt nu voornamelijk de T-72 en T-80. Ook bij de meeste voormalige satellietstaten is de tank vrijwel geheel uitgefaseerd, maar bij de kleinere GOS-staten nog wel in gebruik. Afgezien van de Chinese tanks zijn er nog een kleine 20.000 in dienst bij derdewereldlanden.
Israël maakte meer dan 1000 T-55's buit op Syrië en Egypte tijdens de Zesdaagse Oorlog in 1967 en de Jom Kipoer-oorlog in 1973. Ze kregen een 105mm-standaardkanon en een nieuwe motor en werden tot begin jaren negentig gebruikt door reserve-eenheden onder de naam Tiran-5. Daarna werden de meeste verkocht aan Derde wereld-landen.
De gebruikers zijn of waren Afghanistan, Albanië,
Algerije, Angola, Armenië, Azerbeidzjan, Bangladesh,
Belarus, Bosnië en Herzegovina, Bulgarije,
Cambodja, de Centraal-Afrikaanse Republiek, China,
Congo, Egypte, Estland, Ethiopië, Finland, Georgië,
Guinee, Hongarije, India, Iran, Irak,
Israël, Jemen, Joegoslavië, Noord-Korea, Laos,
Libanon, Libië, Malawi,
Mauritanië, Mongolië, Mozambique, Namibië,
Nicaragua, Nigeria, Noord-Macedonië, Oeganda, Oezbekistan,
Pakistan, Peru, Polen, Roemenië, Rusland,
Slowakije, Slovenië, Somalië, Sri Lanka,
Soedan, Syrië, Tanzania, Togo, Tsjaad,
Tsjechië, Oekraïne, Vietnam, Zambia en Zimbabwe.
Volgens de meest recente Military Holdings-opgave die lidstaten aan de VN kunnen doen, bezaten in 2005 de volgende staten T54/55's: Oostenrijk (twee T-55AM2's), Hongarije (één T-55), Polen (zeven T-55's), Roemenië (716 T-55's; 227 TR-580's). De meeste landen doen echter geen opgave of specificeren niet; Estland, Letland en Litouwen gaven aan in het geheel geen MBT's meer in dienst te hebben.
Toen in eind 2022 begin 2023 de Russische T-72, T-80 en T-90-tanks op begonnen te raken in de Russisch-Oekraïense Oorlog, werden eerst oude voorraden T-62 en daarna ook T-55 tevoorschijn gehaald en opgeknapt voor inzet in die oorlog.

### Huidige gebruikers
Gegevens via het Internationaal Instituut voor Strategische Studies.
- Algerije: 270 T-55AMV
- Angola: 200 T-55AM2, bergingsvariant
- Armenië: 3 T-54, 5 T-55
- Bangladesh: bergingsvariant
- Bulgarije: T-54/55
- Cambodja: 150+ T-54/55, bergingsvariant
- Centraal-Afrikaanse Republiek: 3 T-55
- Congo-Brazzaville: 25 T-54/55
- Congo-Kinshasa: 32 T-55
- Cuba: T-54/55
- Egypte: 840 T-54/55 in opslag
- Equatoriaal-Guinea: 3 T-55
- Eritrea: 270 T-54/55, bergingsvariant
- Ethiopië: T-55, bergingsvariant
- Finland: 12 VT-55A, T-55 mijnenruimingsvariant.
- Georgië: 23 T-55AM2
- Guinee: 8 T-54, bergingsvariant
- Hongarije: 8 VT-55A
- India: MT-55, bergingsvariant
- Indonesië: bergingsvariant
- Iran: 540 T-54/55/Type-59/Safir-74
- Irak: 50 T-55, VT-55A
- Israël: 100 Achzarit
- Ivoorkust: 10 T-55
- Kroatië: 12 JVBT-55A, 5 MT-55A
- Laos: 15 T-54/55, bergingsvariant
- Lesotho: 1 T-55
- Letland: 3 T-55AM2
- Libanon: 185 T-54, 47 T-55, bergingsvariant
- Libië: T-55
- Namibië: T-54/55, bergingsvariant
- Nicaragua: 62 T-55 (65 in opslag)
- Nigeria: 100 T-55
- Noord-Korea: T-54/55
- Mauritanië: 35 T-54/55
- Mongolië: 370 T-54/55, bergingsvariant
- Mozambique: 60+ T-54
- Myanmar: 10 T-55, MT-55A
- Oeganda: 140 T-54/55, 45 T-55AM2, bergingsvariant
- Pakistan: bergingsvariant
- Peru: 165 T-55 (75 in opslag)
- Roemenië: 220 T-55AM, 103 TR-85, 54 TR-85M1
- Rusland: MT-55A
- Rwanda: 24 T-54/55, bergingsvariant
- Servië: T-54/55, MT-55
- Slovenië: VT-55A, MT-55A
- Slowakije: VT-55A, MT-55A
- Soedan: 305 T-54/55
- Sri Lanka: 62 T-55A/55AM2, 16 VT-55, 2 MT-55
- Syrië: T-55A/AM/AMV
- Tanzania: 30 T-54/55
- Togo: 2 T-54/55
- Tsjaad: 60 T-55
- Tsjechië: VT-55A, 6 MT-55A (3 in opslag)
- Vietnam: 850 T-54/55
- Wit-Rusland: 4 MT-55A
- Jemen: T-55
- Zambia: 10 T-55, bergingsvariant
- Zimbabwe: T-54/55
- Zuid-Soedan: T-55

#### Niet-statelijke gebruikers
- Syrisch nationaal leger
- Volksbevrijdingsfront van Tigray: T-55

## Varianten
- OT-55: Vlammenwerper
- MT-55A: Bruggenlegger
- T-54-T en VT-55A: Bergingsvoertuig
- ZSU-57-2: Luchtafweertank

## Operationele geschiedenis
- Hongaarse Opstand (1956)
- Vietnamoorlog (1957-1975)
- Zesdaagse Oorlog (1967)
- Praagse Lente (1968)
- Indiaas-Pakistaanse Oorlog van 1971
- Jom Kipoer-oorlog (1973)
- Tweede Chimurenga (1971-1979)
- Angolese Burgeroorlog (1974-2002)
- Afghaanse Oorlog (1979-1989)
- Irak-Iranoorlog (1980-1988)
- Golfoorlog van 1990-1991
- Joegoslavische oorlogen (1991-1999)
- Eerste Tsjetsjeense Oorlog (1994-1996)
- Eerste Congolese Oorlog (1996-1997)
- Tweede Congolese Burgeroorlog (1998-2002)
- Tweede Tsjetsjeense Oorlog (1999-2002)
- Oorlog in Afghanistan (2001-2021)
- Irakoorlog (2003)
- Syrische Burgeroorlog (2011)
- Russisch-Oekraïense Oorlog (2014-heden) (aan beide zijden sinds 2022)